# Новый Кеп
Но́вый Кеп — деревня в Андрейшурском сельском поселении Балезинского района Удмуртии. Центр поселения — село Андрейшур.
Деревня находится на одном из ручьёв - левых притоков реки Кеп, находясь от неё на расстоянии километра, там находилась деревня Москвашур. До трассы Р-321 около 3,5 км (деревня Кер-нюр).
Население — 90 человек (2007; 68 в 1961).
В деревне имеются 2 улицы: Родниковая и Центральная.
ГНИИМБ: 1837
Индекс: 427536